# 拉姆普尔哈特
拉姆普尔哈特（Rampurhat），是印度西孟加拉邦比尔宾县的一个城镇。总人口50609（2001年）。

## 人口
该地2001年总人口50609人，其中男性26092人，女性24517人；0—6岁人口5664人，其中男2924人，女2740人；识字率72.64%，其中男性为78.63%，女性为66.26%。